# 半人馬座V767
半人馬座V767，又名CD-46 8931，HD 120991、SAO 224514、HR 5223，是半人馬座的一颗恒星，视星等为6.1，位于銀經313.84，銀緯14.42，其B1900.0坐标为赤經13h 47m 43.5s，赤緯-46° 14.42′ 6″。